# Eugeniusz Szumiejko
Eugeniusz Szumiejko (ur. 9 września 1946 w Wierobiejkach, zm. 5 lipca 2020) – polski astronom, działacz opozycji demokratycznej w PRL, współtwórca struktur NSZZ „Solidarność”, a po wprowadzeniu stanu wojennego działacz jej struktur podziemnych.

## Życiorys
Syn Anny i Bronisława. Wraz z rodziną w 1958 został repatriowany z Kresów Wschodnich w ostatniej fali przesiedleń polskiej ludności. Osiadł w Wiechlicach. Studiował na Wydziale Fizyki i Astronomii Uniwersytetu Wrocławskiego. Od 1967 działał w Aeroklubie Wrocławskim. Podczas wydarzeń marcowych w 1968 był członkiem Komitetu Strajkowego na Uniwersytecie. W latach 1970–1977 był pracownikiem naukowym w Instytucie Astronomii UWr (od 1971 członek Polskiego Towarzystwa Astronomicznego). W 1977–1979 zatrudniony jako informatyk w Kombinacie Hydrauliki Siłowej „PZL-Hydral”. Od 1979 uczestniczył w kolportowaniu wydawnictw niezależnych, m.in. „Biuletynu Dolnośląskiego” oraz „Gazety Polskiej”.
Od września 1980 działacz NSZZ „Solidarność”. W latach 1980–1981 oraz 1985–1990 pracował we wrocławskim Zakładzie Techniki Biurowej „Biurotechnika”, gdzie współtworzył struktury „Solidarności” i gdzie został przewodniczącym Komitetu Zakładowego. W strukturach „Solidarności” był w 1981 delegatem na Walne Zebrania Delegatów Regionu Dolny Śląsk, sekretarzem Prezydium Zarządu Regionu, delegatem na I Krajowy Zjazd Delegatów i członkiem Prezydium Komisji Krajowej. Od 13 do 16 grudnia 1981 brał udział w strajku, później był współorganizatorem i członkiem Krajowego Komitetu Strajkowego, a po pacyfikacji strajku ukrywał się w Gdańsku, gdzie w 1982 utworzył (wraz z Andrzejem Konarskim) Ogólnopolski Komitet Oporu, a później podjął wraz ze Zbigniewem Bujakiem, Władysławem Hardkiem, Władysławem Frasyniukiem i Bogdanem Lisem współpracę w ramach Tymczasowej Komisji Koordynacyjnej, której został członkiem. Od 1984 przebywał ponownie we Wrocławiu, gdzie ujawnił się. W latach 1986–1988 był przewodniczącym dolnośląskiego Regionalnego Komitetu Strajkowego Dolny Śląsk. Sceptyczny wobec porozumień okrągłego stołu. Od 1981, w związku ze swoją działalnością opozycyjną, rozpracowywany przez Służbę Bezpieczeństwa.
Po 1989, po ponownym zalegalizowaniu „Solidarności” był w latach 1990–1992 delegatem na Walne Zebranie Delegatów Regionu Dolny Śląsk, członkiem Zarządu Regionu, delegatem na Krajowy Zjazd Delegatów i członkiem Komisji Krajowej. Jesienią 1990 przebywał w USA, gdzie – w związku ze zbliżającymi się wyborami prezydenckimi w Polsce – został członkiem nowojorskiego komitetu wyborczego Lecha Wałęsy. W wyborach parlamentarnych w 1991 bez powodzenia kandydował do Sejmu z listy NSZZ „Solidarność”.
W 1995 ukończył studia podyplomowe w Akademii Ekonomicznej. W latach 1992–1996 pełnił funkcję wiceprezesa ds. ekonomicznych Portu Lotniczego Wrocław SA. W latach 1994–1996 był wiceprezesem Klubu Sportowego Ślęza Wrocław. W latach 1997–1998 należał do Ruchu Odbudowy Polski. W wyborach parlamentarnych w 1997 bez powodzenia ubiegał się o mandat poselski z listy tego ugrupowania w województwie wrocławskim (otrzymał 7651 głosów). W 1997 pracował jako prokurent w Przedsiębiorstwie Gospodarki Komunalnej i Higieny Miasta Wrocław. Po powodzi tysiąclecia był pełnomocnikiem wojewody wrocławskiego do spraw usuwania skutków powodzi. W latach 1999–2000 zatrudniony jako urzędnik w Urzędzie Marszałkowskim Województwa Dolnośląskiego. Od maja 2002 do marca 2003 był zarządcą komisarycznym Kopalni Surowców Skalnych w Zarębie. W latach 2003–2004 pracownik Grupa5 we Wrocławiu i Doltech w Legnicy. Właściciel Przedsiębiorstwa Usługowego Sejd we Wrocławiu. W latach 2006–2011 pracownik koncernu energetycznego EnergiaPro (do 2008 był członkiem zarządu). Następnie przeszedł na emeryturę.
Od 2010 członek założyciel Ruchu Społecznego im. Prezydenta Rzeczypospolitej Polskiej Lecha Kaczyńskiego w Warszawie oraz współzałożyciel i członek Wrocławskiego Społecznego Komitetu Poparcia Kandydatury Jarosława Kaczyńskiego na Prezydenta RP. W maju 2012 był jednym z organizatorów protestu głodowego we Wrocławiu, zorganizowanego w obronie nauki historii i języka polskiego w polskich szkołach.
22 lutego 2017 wszedł w skład rady nadzorczej Giełdy Papierów Wartościowych w Warszawie. Tę funkcję pełnił aż do śmierci.
Został pochowany na cmentarzu przy ul. Kiełczowskiej we Wrocławiu.

## Odznaczenia
- Krzyż Komandorski z Gwiazdą Orderu Odrodzenia Polski (2006)[14]

## Życie prywatne
Miał syna Stanisława (ur. 1984), który jest niezależnym reżyserem i scenarzystą